# インクジェットプリンター
インクジェットプリンター（inkjet printer）とは、インクを微滴化し、被印字媒体に対し直接に吹き付ける方式を用いたプリンターである。

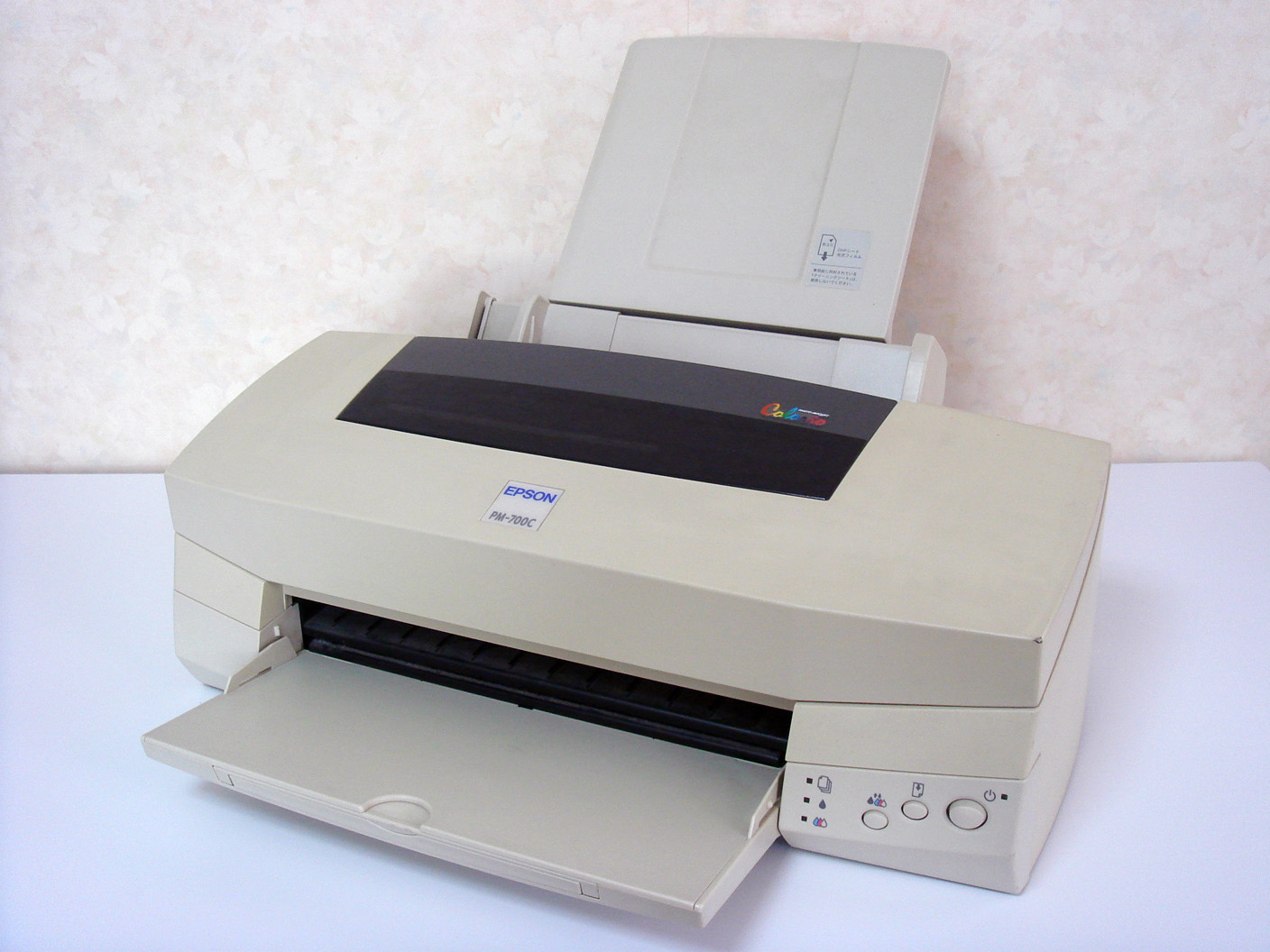
インクジェットプリンター PM-700C

## 概要
インクジェットプリンターは、機構が単純であるという特長をもつ。オフセット印刷のように版下を作製する必要がなく、複写機やレーザープリンターなどで使用されている電子写真方式のような加熱定着処理も不要である。
インクを直接吐出する方式であるため他の方式の印刷機のように印刷媒体が平坦であることは求められず、媒体搬送手段に依存するが紙以外にも例えばプラモデルのランナー上のパーツに印刷を可能としたものもある。一方で同一原稿を大量に印刷する用途には適していない。また色当たりのコストも他の印刷方法と比べて低く抑えることができる。このため6色や7色、さらに10色を超える多色刷りの実現も比較的容易である。
オンデマンド方式の小型プリンターが登場した1980年代から1990年代は、熱転写プリンターなどと競合状態にあった。その後画素の高密度化や印刷速度の向上、低価格化が急速に進み家庭用の写真プリンターやオフィス用プリンター、大型ポスター用のプリンターとしても広く応用されている。またイメージスキャナやファクシミリ等の機能を併せ持つインクジェット複合機（Multi Function Printer、MFP）も2001年ころから急速に普及が進んでいる。さらに、インクジェットプリンターの特長を生かした応用技術の開発も広がっている。インクカートリッジの容量は2005年以降、半減したとされる。
1990年代の製品では印刷時の動作音が比較的大きかったが、2000年代に入ると徐々に動作音の小さな機種も登場していった。

## 開発史

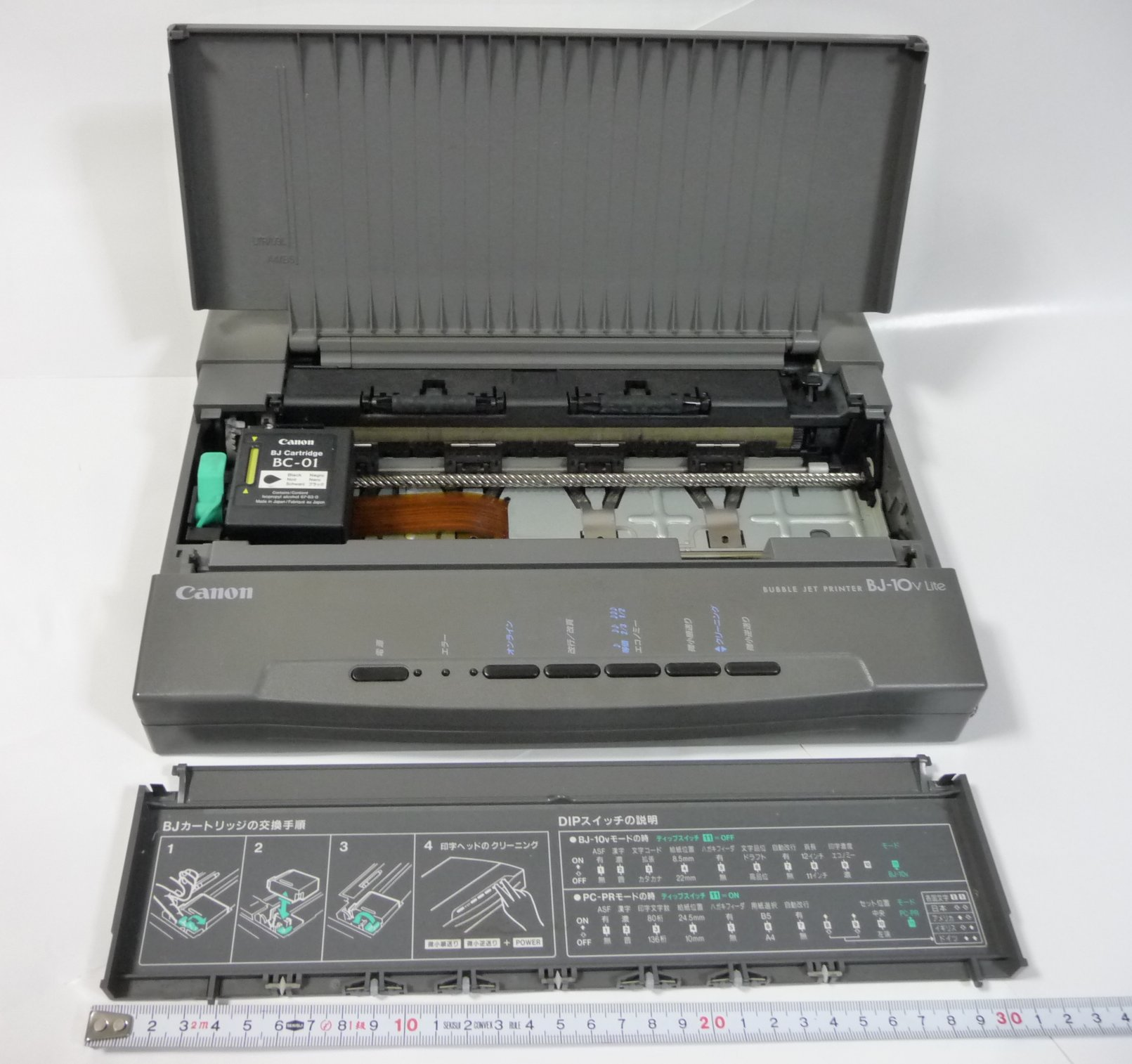
1990年のキヤノンノート型BJ-10vの後1993年に発表されたBJ-10v Lite（仕様はBJ-10vとほぼ同じ）、セントロニクス方式のパラレルインタフェース。（内部のカバーを外し手前に置いている）当時のノートパソコンとほぼ同じ大きさで持ち運びが容易。

インクジェットプリンターの歴史は、ケルヴィンが1867年にインク滴に対する荷電実験を行ったことが起源とされる。1879年にレーリーがコンティニュアス型の基本となる液滴生成理論を発表。本格的な研究の取り組みは1950年代からで当時西ドイツのシーメンスが液圧搬送、ノズル吐出のコンティニュアス型のプリンターの特許が公開された。
1960年代より実用的なオンデマンド型のインクジェットの研究が進められた。ピエゾ素子（圧電素子）を用いたピエゾ方式がはじめに考案され、セイコーエプソン（以下エプソン）よりピエゾ方式のプリンターが商品化された。また1970年代にはサーマル方式も考案されヒューレット・パッカード（HP）社が1984年にThinkJetとして商品化、キヤノンも1985年にBJ-80として商品化した。
1990年10月にはキヤノンが普及タイプのノート型BJ-10vを発売し、一般個人ユーザーにも浸透し始めた。1996年11月には、初めて写真画質を売りにしたPM-700Cをエプソンが発売し、インクジェットの普及に拍車をかけた。それ以降、インクジェットは小型プリンターとしてシェアを拡大し2008年現在ではパソコン用のプリンター出荷台数の3分の2以上がインクジェット方式となっている。
2016年以降はプラスチックゴミの削減の一環としてセイコーエプソンが発売したことを皮切りに各社が十数ml～百数mlの大容量インクタンクを備えた機種を発売するようになった。これらの機種は従来のインクカートリッジ式のものと比べて、ランニングコストが劇的に改善されている。

## 基本分類
インクジェットプリンターの方式は、コンティニュアス型とオンデマンド型に分類できる。現在実用されているものの中でも小型プリンター用として主流となっているのはオンデマンド型で、ピエゾ方式とサーマル方式の2つである。

### コンティニュアス型

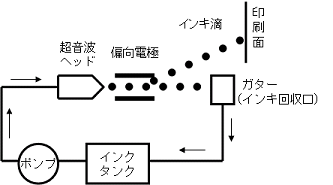
コンティニュアス型インクジェット装置

ポンプによってノズルから連続的に押し出されたインクは超音波発振器によって微小な液滴になる。インク滴は電極によって電荷が加えられ、印字の必要に応じて偏向電極で軌道を曲げられて紙面の印字面に到達する。偏向電極で曲げられなかったインクはガターと呼ばれる回収口に吸い込まれ、インクタンクに戻り再利用される。印刷していないときもインクは常に連続的に噴射されているのでコンティニュアス型または連続吐出型と呼ばれる。
ポンプによる高い圧力でインクを押し出すので高粘度のインクが使用でき、また連続的にインクを押し出すことから速乾性のインクも使用できるなどインクの選択幅が広い。さらに超音波振動で作られるインク滴は毎秒100滴以上で生成することが可能であり高速であるが構造が大がかりで小型化が難しく、マルチヘッド化も困難であるなどの欠点から家庭用のプリンターとしては使用されておらず工業用のマーカー（生産ラインで部品に製造番号などを記入する）として利用されている。

### オンデマンド型
印字時に必要なときに必要な量のインク滴を吐出する方式である。吐出後のインク供給には毛管現象を利用しているため高粘度のインキは使用できないこと、インキ滴の生成速度が毎秒10滴程度であるなどの欠点があるが構造が簡単で小型化やマルチヘッド化がしやすいなどの長所がある。家庭用のインクジェットプリンターは、ほぼすべてオンデマンド型である。
オンデマンド型はインク滴に圧力を加える方法により、ピエゾ方式・サーマル方式・静電方式に分けられる。

#### ピエゾ方式

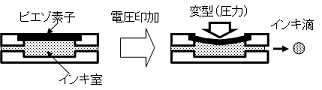
ピエゾ方式オンデマンド型インクジェット装置

ピエゾ方式とは、電圧を加えると変形するピエゾ素子（圧電素子）を用いた方式である。
ピエゾ素子をインクの詰まった微細管に取り付け、このピエゾ素子に電圧を加えて変形させることでインクを管外へと吐出させる。前述のように1960年代から研究がなされていたが以下に示した短所の克服に時間がかかったため、本格的な商品化は1980年代になってからであった。
1990年代にエプソンがピエゾ素子を複数に重ねて使用した「マッハジェット」を開発。カラー高画質化にいち早く成功し、マーケットでの地位も確保した。ブラザー工業もピエゾ方式でインクジェットプリンターを製品化しているほか、CADや大判用プリンターとしてはローランドなどでも採用されている。また、サーマル方式では難しい高粘度・速乾燥性のインクを使用できるメリットを生かしてリコー（GELJET）でも採用されている。
ピエゾ方式の長所は以下の通りである。
- ピエゾの変形量そのものを電圧制御するため、インク噴出量や液滴サイズを精密に制御できる。
- インク吐出制御に熱を使用しないため、使用環境の気圧や気温に左右されずヘッドの耐久性も高い。
- インクを加熱しないため、サーマルジェットに比べて幅広いインクに対応可能である。

短所は以下の通りである。
- インク内に気泡が混じると目詰まりが生じやすい。
- ドット毎にピエゾ素子を用意するためヘッド構造が複雑である。
- ピエゾ素子を小型化するとインクを押し出すために必要な体積変化が得られにくい。

#### サーマル方式

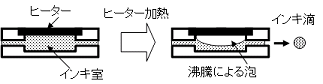
サーマル方式オンデマンド型インクジェット装置

サーマル方式とは、加熱により管内のインクに気泡を発生させてインクを噴射する方式である。
サーマル方式ではインクの詰まった微細管の一部にヒーターを取り付け、これを瞬時に加熱することでインク内に気泡を発生させてインクを噴出させる。加熱に使用するヒーターは抵抗加熱、誘導加熱などが考えられる。その基本原理は1970年代半ばにキヤノンの中央研究所で偶然見つかった現象に由来する。この時、液体の詰まった注射針に半田ごてが触れたとき針先から液体が飛び出した。キヤノンではこの現象を解析、これをヒントに各社で研究開発が進められ、1984年にヒューレット・パッカードが世界で初めてサーマル方式のインクジェットプリンターを発売した。翌1985年にはキヤノンも自社開発のサーマル方式を「バブルジェット」と命名しBJ-80を発売した。富士フイルムビジネスイノベーション、レックスマークなどでもサーマル方式のインクジェットプリンターの開発および販売が行われている。
サーマル方式の長所は以下の通りである。
- ヘッド構造が比較的単純。
- 物理的機構が少なく印刷速度の高速化や印字画素の高密度化が図りやすい。
- インク滴の射出が高速であるため双方向印刷の精度が出しやすい。

短所は以下の通りである。
- 熱をインクに加えることになるため、熱劣化の少ないインクを用いる必要がある。
- 同一の噴出穴でインク噴出量を調整するのが難しい。実際多くのプリンターで高速印字用の大液滴噴出穴と、写真印刷などに用いる小液滴噴出穴を並べている。
- ヘッドの寿命が短く、プリンターの場合ユーザーによる交換が必要となることが多い。
- 長期間使用しない場合、ノズル中のインクの水分が蒸発することによりヘッドが詰る場合がある。微細化されるとその傾向が高まる。もっともキヤノン製ヘッドの中期[いつ?]以降のものは、ヒーターとノズル先端との距離が短縮されインク吐出時に気泡がノズル先端に到達するように構成されたため、乾燥によりノズルが詰まる可能性は減った。
- インクの噴出穴が多いため、目詰まり防止のためのクリーニングによるインク消費が多く、低頻度印刷でも維持コストがかさむ。
- 水滴がかかると変色することがある。

#### オンデマンド型のヘッド構造
上述のインク塗布の機構を集積したものを「プリントヘッド」（または単にヘッド）と呼ぶ。ヘッドには複数のインクノズルが作りこまれており、インクカートリッジ内のインクタンクから供給されたインクを塗布する。プリンターの機構で紙などの被印字媒体を動かし、その印字媒体の動く方向と直行方向にプリンターヘッドを動作させて印字を行う「シリアルヘッド方式」が一般的である。また比較的長いプリンターヘッドを固定して、被印字媒体の動きだけで印刷を行う「ラインヘッド方式」もある。インクヘッド製造時には、インクの流路など半導体露光装置（ステッパ）を使って作りこむことが行われる。またインクノズル部分はエキシマレーザーによって加工される場合もある。
インクジェットプリンターでの高密度画素印刷は、このプリントヘッドの高精度の制御が要求される。例えば、1,200dpiの解像度で印刷を行うためには1つの画素を20マイクロメートルで塗布する必要がある。この場合、一滴のインクの量は数ピコリットル（数兆分の1リットル）程度であり、さらにプリントヘッドを毎秒500ミリメートルで移動させながら20マイクロメートルで画素印字するためには毎秒2万5,000発ものインクの噴出が必要となる。当然、カラー印刷の場合では色数（通常4色から7色）分の同じ場所に重ね合わせて噴出する技術が必要である。また、プリントヘッドの動作と被印字媒体送りを同期させる制御や色ごとに塗布位置が若干ずれても目立たないような画像処理をあらかじめ行うなどのプリンター周辺技術も高度なものが求められる。

## インク

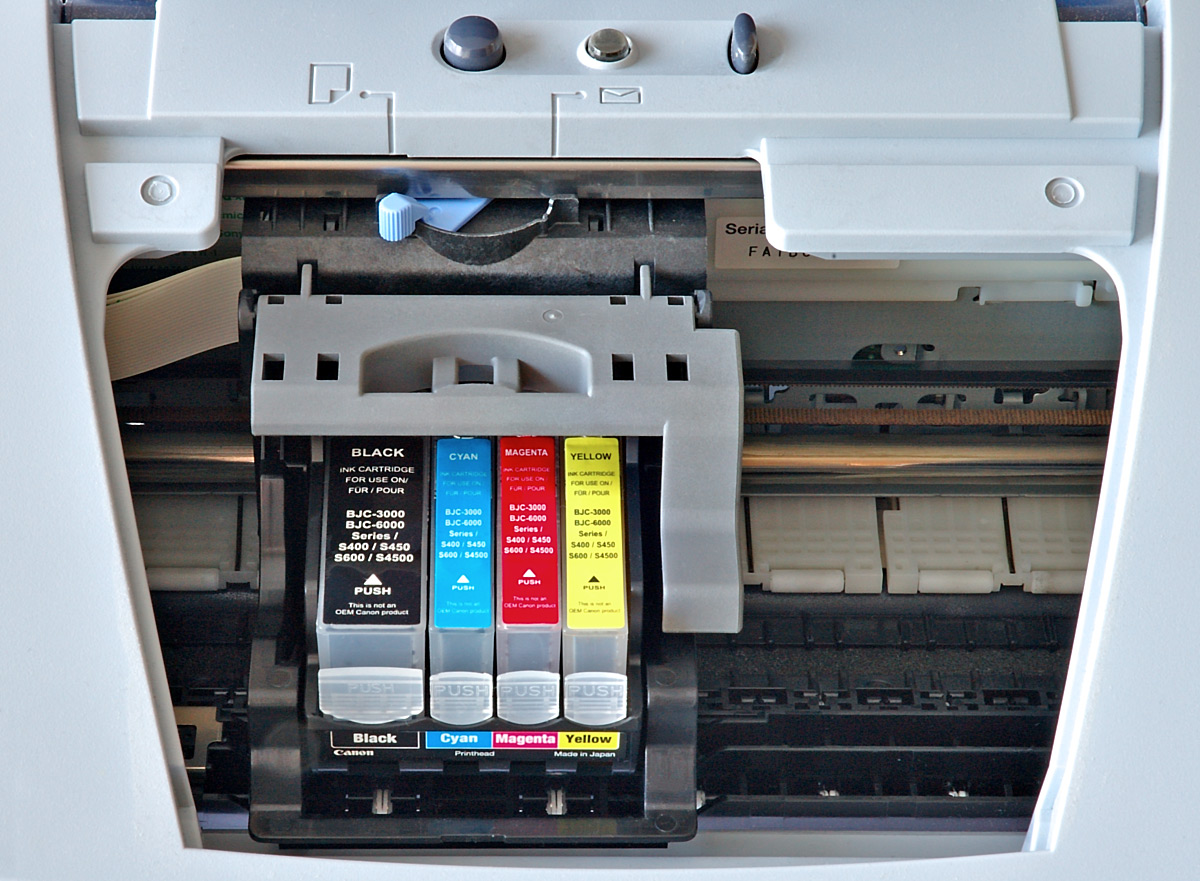
インクジェットプリンターの4色インクカートリッジ

インクジェットプリンターでの印刷に使用されるインクは、オンデマンド型プリンターではほぼすべて水系のインクが使用されている。これは主に染料インクと顔料インクの2系統に分けられる。

### 色インク
インクジェットプリンターでカラー印刷を行う場合は、シアン（C）・マゼンタ（M）・イエロー（Y）を混ぜて他の色を表現する減色法（減法混合）が使われる。黒色はこの三色を混ぜることで理論的には表現できるが完全な黒色にすることは難しく、また三色のインクを同時に使用することはインク使用量を増やす結果となるため黒色表現のためのブラック（Bk）インクを搭載している。通常はC+M+Y+Bkの4色のインクで表現できるが、淡い色（人肌など）の粒状感を低減するために高級機種では通常より薄い（1/4～1/6程度）シアンとマゼンタを持つ物が多い。更にプロ向けの機種では、鮮烈な原色や発光色などを表現するため色空間を広くするための追加のインクを搭載するものもある。また普通紙への文書印刷における文字のにじみを低減する観点から染料インクとは別に顔料のBkを用意している、もしくは4色インクのうちBkのみ顔料という機種も多い。

### 染料系インク
染料系のインクは被印字媒体に対して色素を染み込ませて色をつける。初期のインクジェットプリンターに採用され、現在でもインクジェットプリンター用のインクとして広く普及している。染料系インクの長所は以下の通りである。
- 色再現性が高い。
- 光沢が出やすい。
- 乾きやすい。

短所は以下の通りである。
- 耐水性が低い - 水に濡らすと、にじみが生じやすい。
- 耐光性が低い - 太陽光などが長時間当たると、色あせ（退色）を起こしやすい。
- 印刷後の色の変動が大きい - 色が落ち着くまで24時間程度必要

耐水性の低さに関しては、水性のマーカーペンで印字物をなぞるだけでにじみを発生させ、インクジェットプリンターの欠点として大きく取り上げられたこともあったが、近年は改良が進んでいる。また、耐光性についても、メーカーにより差はあるものの、インクの分子構造を工夫するなどして改良が加えられている。

### 顔料系インク
顔料系のインクは、水に分散しているインクの色素を被印字媒体表面に付着させ水を蒸発させて定着させ色をつける。顔料系インクの長所は以下の通りである。
- 耐水性が高い。
- 耐光性が高い。
- 印刷後の色の変動が少ない。

短所は以下の通りである。
- 耐摩擦性が低い - 顔料粒子が紙内部に浸透しないため印刷面をこすると色落ちしやすい
- 溶液としての安定性が悪い。
- 粒子であるため比較的ノズルの目詰まりを起こしやすい。
- 光沢が出にくい。
- 乾燥が遅い　- 顔料インクが乾燥しにくいため、印刷直後に印刷物表面を触ると印字面が汚れやすい。このため両面印刷では、染料インクのものに比べて乾燥時間を長めに設定している。

今日の家庭用プリンターには、普通紙印刷における文字のにじみを低減する観点から染料インクとは別に顔料ブラックインクを用意、または染料ブラックインクを省きブラックインクは顔料のみ、という機種を販売しているメーカーが多い。この他、ブラックインクだけでなくカラーインクも顔料を採用した機種があり（後述のプロ向けの機種に多い）、リコーのジェルジェットと呼ばれるインクジェットプリンタは全色顔料である。
また、プロ写真家向けのプリンターについては多くが顔料インクのプリンターである。それは顔料インクは印刷後の色の安定が早いため調整がしやすく、自分が望む思い通りの作品を作り出ことが出来るからである。顔料インクの短所である光沢感の不足を補うため、顔料粒子に樹脂コートが施されたインクや、光沢を出すための透明インク(グロスインク)を導入している機種もある。

### 固体インク
固体インクを使用するプリンタもありテクトロニクス社で開発された。染料系のインクを、常温では固体であるワックス樹脂で固める事で他のプリンタのように液体インクよりもにじみにくい、インクが少なくなっても印刷品質に影響しにくく、トナーや液体インクを入れるカートリッジが不要なので使用済み消耗品に起因する廃棄物の発生量が減るといった利点を有する。画質が良い反面、約60度の温度で液体化して用紙に転写されるのでプリンタの電源が入っているときは、常にこの温度を保つ必要があり、プリンタの電源を一度切って、再び入れなおすと、一度固体化したインクは再度温められて、ウォームアップの際に一定量捨てられ、10回も電源の入り切りを繰り返すと、機種によっては固形インクがなくなってしまうという欠点も併せ持つ。固体インクの技術は精密な立体出力に適するので3Dシステムズ社は2013年にゼロックスからソリッドインクの開発チームを一部買収した。

### その他のインク

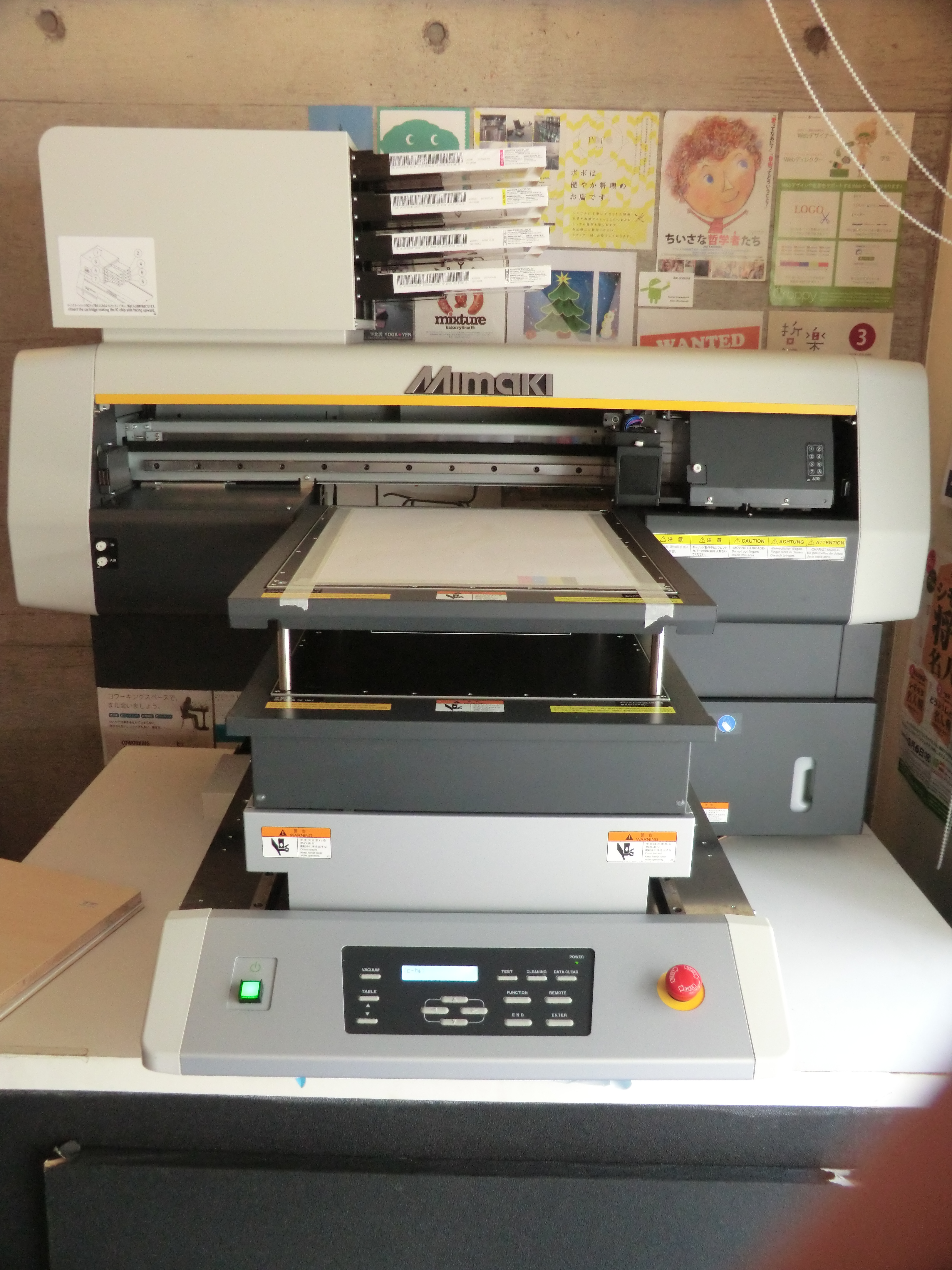
ミマキエンジニアリング社UVインクジェットプリンタ UJF-3042HG

水系インクは紙や布などの液体を吸収する素材に対して有効であり、金属やプラスチックなどの媒体には印刷できない。これらの素材で使用されるインクジェットプリンターには油系インクが用いられる。さらには加熱して溶融状態で塗布するソリッドインク、インク着弾時に紫外線や電子線など電磁波を照射してインクを固まらせるUV硬化インクなども存在する。
また、屋外広告など特に耐候性が求められる分野ではソルベントインクなどの有機溶剤系インクが用いられる場合もある。

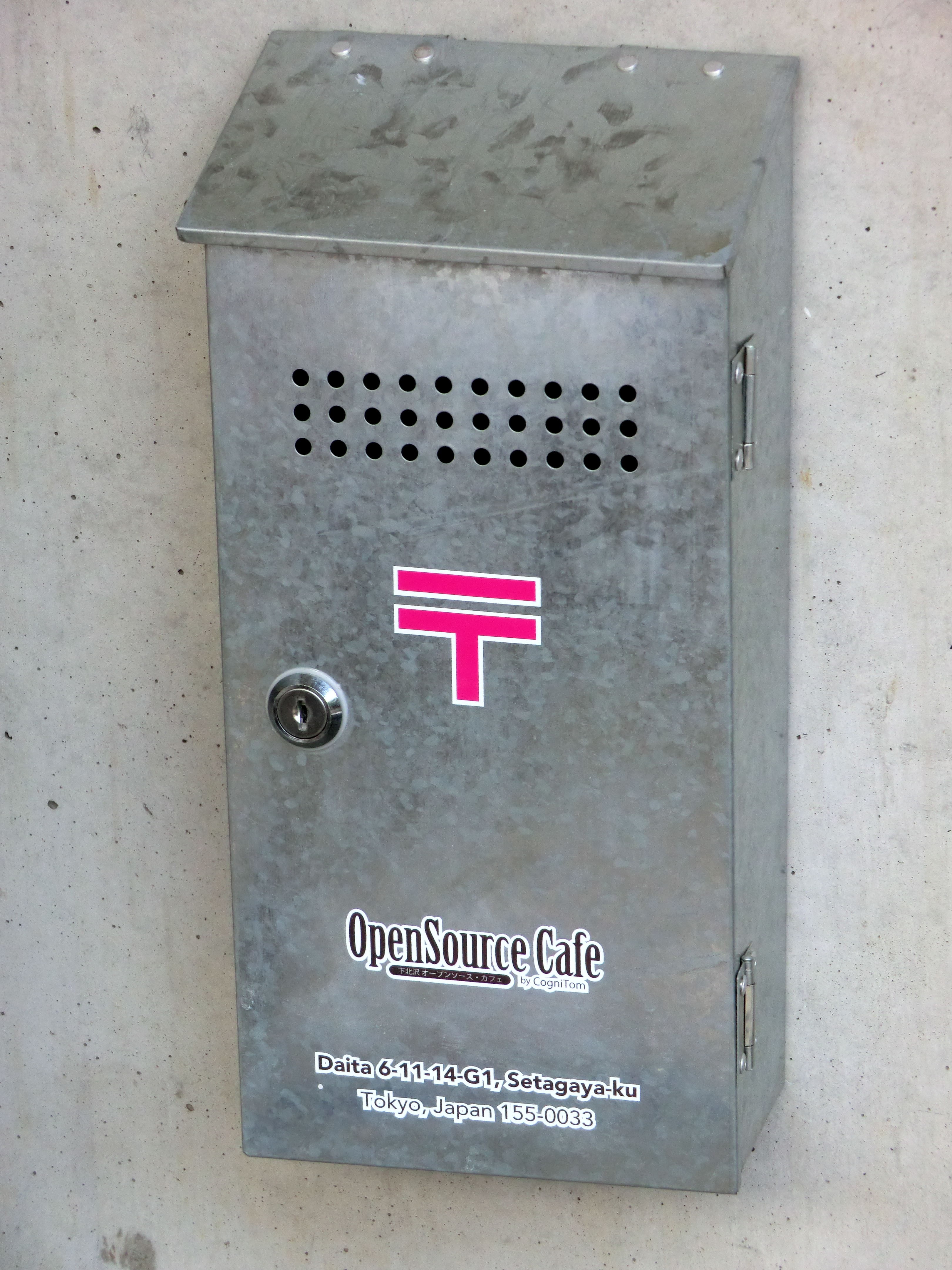
UVインクジェットプリンタによる郵便受けへの印刷
- 印刷結果

## インクジェットプリンター用紙
インクジェットプリンターにとって被印字媒体となるのは主として紙であるが特に主流である染料系インクを普通紙に使用した場合、にじみが発生する。またインクが裏側まで染み抜けてしまう、裏抜けという現象が発生する場合もある。このため、インクジェットプリンターメーカーなどでは高品質な印刷結果を得るためにいわゆる専用紙と呼ばれるものを開発している。専用紙にはコート紙、光沢紙などが使われる。
コート紙
普通紙の表面にインクを吸収し固着させることで、にじみの発生を抑えるコート層を形成した用紙。一般にインクジェットプリンターメーカーが発売している純正品で単に普通紙というとおおむねこの用紙のことを言うことが多い。インクジェットプリンター用のコート紙では主に高分子系か、多孔性微粒子系のコート層が使われる。
光沢紙
基本的にはコート紙と同じ構造であるが白紙部や画像印字部に光沢があり、写真印刷等に用いられる。基材の違いにより
1. 光沢が出やすい印画紙原紙（レジンコート紙）や、フィルムの表面にコート層を設けたもの
2. 普通紙の表面に光沢化処理を施したコート層を設けたもの

に大別される。1は基材に使われることが多いレジンコート紙から「RCタイプ」、2は光沢化処理にキャスト法（金属等の平滑な表面を紙に写し取って光沢化する方法）が多く用いられるため「キャストタイプ」等と呼称されることがある。

## 応用技術
インクジェットプリンターの開発競争や普及により、非接触で微小液滴を正確に着地させる技術が低コストで実現したことにより、この技術が印刷以外に利用されるようになった。
捺染装置
従来、布地に模様をつけるには異なる色で染色した糸を組み合わせる、色付けした糸で布地に刺繍を施すといった方法や布地の部分染めによる捺染などがあった。インクジェットプリンターの発達により布地に直接染料を吹き付けることが可能になり、近年では捺染を印刷技術で行うようになった。インクジェットプリンターを利用した捺染により、織飾や刺繍では困難であった微細な模様付けが低コストで可能となった。
回路基板製造
従来、電気回路基板の回路パターンの生成には写真の現像技術が長く使用されてきたが、インクジェットプリンターの技術により、回路上に直接回路パターンを印刷する手法がある。2004年11月にセイコーエプソンが20層の積層回路基板の開発に成功した。またエレファンテックが量産技術の研究を行っている。配線や抵抗のパターンだけでなく有機半導体をインクジェットプリンタにより印刷し、TFTを直接形成する技術も開発されている。
DNAチップ
インクジェットプリンターは極めて精度が高く微小領域に微小液体を吹き付けることができるため、DNAチップへの応用が期待できる。具体的には、DNAを溶かした溶液をインクジェットプリンターから検査試薬を塗布したDNAチップへ吹き付ける方法である。
3Dプリンタ
光硬化樹脂やワックスを噴射して積層造形する3Dプリンタが開発されている。高精度の造形が可能で材料の無駄が少ない。
ディスプレイ装置
FEDや有機ELなどのディスプレイ装置の製造では、発光体を基板上に対し均一に塗装する必要があるため、インクジェットプリンターの技術を適用する研究が行われている。プリンターのメーカーがディスプレイのメーカーと協力し、これら新世代ディスプレイの実用化に向けて研究・開発を行っている。キヤノンと東芝によるSEDはその一例である。液晶ディスプレイのカラーフィルタについても、インクジェットプリンタで作成することが発表されている。
以上のほかにも接触せずに印刷が可能であることから紙以外の素材や立体物への印刷も模索され、ペットボトルや食品パックなどのロット管理番号や賞味期限など時間帯や日ごとの可変項目の印刷に利用されているのは身近な例となっている。また造形用途として、セラミックを噴き付けることによる三次元造形物（人工骨など）の作製などへの応用も考えられている（ラピッドプロトタイピング、3Dプリンター）。これら応用の場合インクジェットプリントとともにインクジェットマーキングとも呼ばれる。

## 特許技術を有する主な企業
パソコン用のインクジェットプリンターで世界シェアのトップを占める米ヒューレット・パッカードのほか、日本企業も周辺技術も合わせて多くの特許を取得している。
- ヒューレット・パッカード
- セイコーエプソン
- キヤノン
- ブラザー工業
- リコー
- 富士フイルム
- コニカミノルタ
- 大日本印刷
- 凸版印刷

## インクジェットプリンターの市場規模
以下にインクジェットプリンターおよび複合機の市場規模を示す（数字は台数）。
| 年     | 世界市場           | 世界市場       | 日本市場           | 日本市場       |
| 年     | プリンター （SFP） | 複合機 （MFP） | プリンター （SFP） | 複合機 （MFP） |
| ------ | ------------------ | -------------- | ------------------ | -------------- |
| 1999年 | 51,232,000         | （統計なし）   | 4,689,000          | （統計なし）   |
| 2000年 | 63,690,000         | （統計なし）   | 6,414,000          | （統計なし）   |
| 2001年 | 60,590,000         | （統計なし）   | 6,104,000          | （統計なし）   |
| 2002年 | 58,200,000         | 10,700,000     | 5,545,000          | 500,000        |
| 2003年 | 55,706,000         | 25,500,000     | 5,043,000          | 1,400,000      |
| 2004年 | 51,616,000         | 38,100,000     | 4,192,000          | 2,200,000      |

- 出典 - JEITA情報端末動向

## 非純正インク問題
今日の家庭用インクジェットプリンターは、数十～数百mlの大容量インクタンクを備えた機種を除いて、プリンター本体を低価格で販売して利益率を抑える一方、消耗品であるインクカートリッジの販売で高い利益を生み出すビジネスモデル（キャプティブ価格戦略）を、多くのプリンターメーカーが採用している。このビジネスモデルに便乗し、非純正の互換インクカートリッジや詰め替え用インクをプリンターメーカー純正品より安い価格で販売するサードパーティーが存在する。いずれの場合も、プリンター本来の性能を発揮できなくなるほか、非純正品を使用したことに起因する故障はメーカー保証や販売店独自の長期保証の保証対象外となるため、使用には注意が必要である。

### 互換インクカートリッジ
互換インクカートリッジについて明確な定義はないが、一般的にサードパーティーが製造・販売する非純正インクカートリッジ全般を指す。使用済みの純正インクカートリッジを回収して独自のインクを再充填したいわゆる「再生カートリッジ（リサイクルカートリッジとも）」や、純正品と外形が同等形状のインクカートリッジを独自に設計・製造した「オリジナルカートリッジ」などがある。オリジナルには純正より大容量などの利点を謳う商品も存在する。
プリンターメーカーは、プリントヘッド機構やインク組成などを特許出願して互換インクカートリッジの排除を行っており、一部でプリンターメーカーとサードパーティーとの間で訴訟にまで発展したケースもある。また、消費者に対しても互換インクの使用がヘッドなどの故障の原因になるとして、使用しないよう呼びかけている。純正インクでプリントした場合と比較して互換インクの方が耐久性に劣るとする報告もある。
一方、互換カートリッジを販売するサードパーティーは、純正品に比べて低価格であることと、正規メーカーのカートリッジにインクを再充填することによるリサイクル（低環境負荷）を消費者に訴えている。ただ、最近はプリンターメーカーが使用済みのインクカートリッジを回収して再資源化したり、使用済みカートリッジに純正インクを再充填して低環境負荷の製品を販売する試みも行われており、リサイクルカートリッジがエコであるとは一概には言えない。
近年は、インクカートリッジにインク残量を管理するICチップを搭載するなどして、再充填された非純正カートリッジを動作させない対策を取るプリンターメーカーが多い。これに対し、サードパーティーはICチップのカウンターをリセットする機器や、カートリッジに穴を空けインクを足すキットを付けて販売するといった手段を用いて対抗するなどの鼬ごっこが続いている状況である。
なお完全オリジナルカートリッジの場合、取り出し用の取っ手の有無、ICチップの違いなど、外観が純正品とは異なるというケースがしばしばあるが、これは純正プリンターメーカーがカートリッジの構造を特許出願申請しているため、全く同じもの（コピー品）にしてしまうと、そのメーカーの知的財産権侵害を犯す可能性があるため、基本的には作ることができないとされている。そのため「〇〇（純正品メーカー）とは関係なく製造したものです」との但し書きをしている。

### 詰め替え用インク
互換インクカートリッジがすでにカートリッジにインクを充填した状態で販売されるのに対し、詰め替え用インクはインクのみがボトル等で販売されており、使用済みインクカートリッジにユーザー自身がインクを再注入（詰め替え）して使用する。
詰め替え用インクも純正品より安価であり、台湾など海外から輸入される廉価（数十円）な汎用インクが多い。最近は100円ショップでも20ml入りのインクが購入出来る様になっている。プリンターメーカーは、品質の保証されないサードパーティーの詰め替えインクを使用することで精巧なノズルを詰まらせてしまう危険性から、それらのインクを使用しないよう呼びかけている。
かつては可能だったキヤノンを含め、現在は多くのプリンターでユーザーによるプリントヘッド（ノズル）の交換はできなくなっており（ヘッド一体型インクカートリッジを用いる機種はこの限りではない）、ノズルの詰まりはプリンターそのものを使えなくする危険性があるため、その使用にはリスクが伴うことになる。
なお、かつては単純な詰め替え作業で行える物がほとんどであったが、現在はメーカー各社がインク残量管理にICチップを導入しているため、詰め替えた後は特殊なリセッターを別途購入して使用してICチップを初期化する必要がある（インク残量が表示できなくなるものの、残量管理機能を無効にしてそのまま印刷を続けられる機種も一部存在する）。そのため、インク残量管理のICチップの導入前の詰め替えインクの利用が容易な旧機種に高値がついて取引される事例も少なからずある。
ただ、近年では中国がプラスチックゴミなどの輸入停止、海洋汚染の原因の一つである、プラスチックゴミの削減などの社会的情勢の変化により、プリンターメーカーから数十～数百mlの大容量インクタンクを備えた機種が2016年以降、各社が軒並み発売している。これらの機種はプリントヘッドに供給する大容量インクタンクに純正詰め替え用インクボトルから充填する方式をとっている。インクタンク式を採用することで大容量化が可能でインクカートリッジ式と比べて、ランニングコストが劇的に安くなるほか、交換頻度が減少するためゴミの量が少なくなるなどのメリットがある反面、インクカートリッジの販売で高い利益を生み出すことができないため、プリンター本体の価格が同性能のインクカートリッジ式と比べて高価な場合が多い。また、性質上、ICチップなどで残量管理ができないため定期的に残量を確認する必要があり、インクが空の状態で使用すると故障の原因となる。

## 芸術作品になった技術
デジタル印刷技術､特にアメリカのアイリス社開発のアイリスプリンターで印刷された大判、高解像度の作品をジークレー､セイコーエプソン社開発の6色または7色の超高精細なトナーによるデジタル印刷技術をピエゾグラフ
と呼ばれ、他の版画と同じように作者のサインや､ED、AP、EA、等の限定部数の記入等が入ることによって限定作品の芸術作品とされている。